# Gordes
Gordes (provenzalisch: Gòrda) ist eine französische Gemeinde mit 1.664 Einwohnern (Stand 1. Januar 2022) im Département Vaucluse in der Region Provence-Alpes-Côte d’Azur. Die Gemeinde ist als eines der Plus beaux villages de France (Schönste Dörfer Frankreichs) klassifiziert.

## Geografie
Die Gemeinde liegt auf einer maximalen Höhe von 635 m in der historischen Region Provence, genauer im Luberon, der den Status eines regionalen Naturparks hat. Dort ist der Ort an der Südflanke der Hügelkette Monts de Vaucluse auf einem Felsvorsprung aufgepfropft und thront über dem Tal des Flusses Coulon (auch Calavon genannt) gegenüber dem Luberon-Gebirge. Das Gemeindegebiet ist Teil des Regionalen Naturparks Luberon.
Gordes liegt (auf der Straße) 38 km östlich von Avignon und 19 km nordöstlich von Cavaillon.

## Geschichte
Die Kelto-Ligurer erkannten die strategisch günstige Lage des Orts und errichteten ein wehrhaftes Oppidum, um der Stadt Cavaillon Deckung zu geben. Überreste einer römischen Straße beweisen, dass die Stätte auch nach der Eroberung Galliens von Bedeutung war.
Im 8. Jahrhundert wurde auf dem Fundament einer von den Arabern zerstörten Cella die Benediktinerabtei Saint-Chaffret errichtet. Seit dem 11. Jahrhundert wird das Dorfbild von der massiven Burgfestung geprägt. Wilhelm von Agoult, der die Orte der gesamten Umgebung mit Stadtmauern versah, erwähnt die Burg von Gordes in einer Urkunde, datiert auf den 30. November 1031. Seine Nachfolger erweiterten die Burg zu einem Prestigebau. Im 13. Jahrhundert verbündete sich Gordes mit dem Herzogtum Savoyen, um gegen den französischen König bestehen zu können. Mit dem Beginn des Hundertjährigen Kriegs suchten die Bewohner der Region Unterschlupf innerhalb der Stadtmauern der befestigten Orte und noch 1690 beschrieb François Joseph de Rémerville de Saint-Quentin, ein eingeheirateter lothringischer Adelsherr, Gordes als „ein großer Markflecken, der in Mauern eingeschlossen ist“. Nach dem Tod von René d’Anjou fiel die Grafschaft Provence (und somit auch Gordes) 1481 an den französischen König.
1544 wurde das im Jahr 1148 nahe Gordes gegründete Zisterzienserkloster Notre-Dame de Sénanque von den Waldensern gebrandschatzt. Als eines der ersten Dörfer Frankreichs wurde Gordes protestantisch, was zu jener Zeit ein sehr gewagter Schritt war. 1615 setzte Ludwig XIII. Guillaume de Gordes Simiane als Markgrafen ein. Der Baron des Adrets belagerte die Stadt während der Hugenottenkriege vergeblich. Letztlich war es Kardinal Richelieu, der – immer noch unter Ludwig XIII. – die protestantische Bewegung niederschlug und damit auch den Einfluss der französischen Krone in Südfrankreich festigte.
Ab der zweiten Hälfte des 18. Jahrhunderts entvölkerte sich das in den Stadtmauern eingeschlossene Gebiet der Stadt mehr und mehr und auch der Friedhof wurde ausgegliedert. Am 25. Juni 1793 wurde Gordes per Dekret dem Département Vaucluse zugewiesen. In den folgenden Jahren wuchs die Bevölkerung dank der starken Wirtschaft wieder an.

## Politik

### Wappen
Blasonierung: „In Gold mit erniedrigter roter Spitze drei Flaschenkürbisse 2:1 gestellt in verwechselten Farben.“

### Gemeindepartnerschaften
- Annet-sur-Marne, Region Île-de-France, Frankreich, seit 1985
- Bornem, Belgien

## Wirtschaft
Ursprünglich dominierte die Landwirtschaft und es wurden Färberröten, Olivenbäume, Feigen und Mandeln kultiviert. Auch die Seidenraupenaufzucht war von Bedeutung. Das lokale Kunsthandwerk war für seine Lederarbeiten und Seidenbändel bekannt. Darüber hinaus wurde Bergbau betrieben, so gab es in der Umgebung mehrere Steinbrüche und es wurde Eisen, Kohle und Schwefel abgebaut.
Noch im Jahr 1914 zählte man achtzehn Windmühlen, die nach und nach durch Wassermühlen ersetzt wurden.
Später wurden Künstler auf den Ort aufmerksam. Marc Chagall flüchtete schon während des Zweiten Weltkriegs in das von der deutschen Wehrmacht nicht besetzte südfranzösische Dorf. Nach dem Krieg folgte ihm als Erster Jean Deyrolle, der bald auch einige seiner Freunde (Poliakoff, Vasarely und Dewasne) in das schmucke Dorf lockte.
Heute lebt die Gegend vorwiegend vom Tourismus. Zahlreiche Arbeitsplätze bieten die Gastronomie, Immobilienagenturen und Kunstgalerien. Gefragte kunsthandwerkliche Erzeugnisse sind die lokal hergestellten Krippenfiguren und gewebte Stoffe. Das Umland gehört zum Weinbaugebiet Côtes du Ventoux. Im Übrigen beliefert die Gegend den lokalen Markt mit Oliven, Kirschen, Mandeln, Trüffeln, Lavendel, Tafeltrauben und Eichenholz für Fassbinder.

## Sehenswürdigkeiten

### Hochgelegener Dorfkern
- Das Château de Gordes, eine massiv befestigte Burg, ursprünglich aus dem 11. Jahrhundert; die augenfälligsten Partien stammen jedoch aus der Renaissance-Zeit. In den Innenräumen der Burg, die seit 1931 unter Denkmalschutz steht, findet der Besucher auch ein Kunstmuseum der Malerei und das örtliche Tourismusbüro. Besonders bemerkenswert bei der Innenausstattung sind die zahlreichen Cheminées; die älteste ist auf das Jahr 1541 datiert.
- Der Brunnen auf dem südlichen Vorplatz der Burg ist aus dem Jahr 1342. Er war über lange Zeit die einzige Wasserstelle des hochgelegenen Stadtkerns.[2]
- Die Kirche Saint-Firmin, 1704 fertiggestellt, wurde auf dem Fundament einer älteren Kirche aus dem 13. Jahrhundert errichtet. Neben den Grundmauern wurde auch weitere alte Bausubstanz in die neue Kirche integriert, u. a. der Glockenturm mit quadratischem Grundriss, welcher vermutlich aus dem 14. Jahrhundert stammt. Am Fuß dieses Turms ist ein alter Kerker erhalten geblieben.[3]
- Das Hôtel Saint-Firmin (früher Hôtel Gaudin-de-Lancier), ein Stadthaus aus dem 15. Jahrhundert – ausgestattet mit einer Parkanlage, imposanten Gewölbekellern, Zisternen und Ölmühlen – steht seit 1998 unter Denkmalschutz und beherbergt heute ein gehobenes Restaurant und einen erstklassigen Weinkeller mit natürlicher Klimatisation.
- Die Moulin des Bouillons produzierten Olivenöl.[4]
- Reizvoll sind auch die engen Gassen mit ihren hohen, schmalen Häusern.

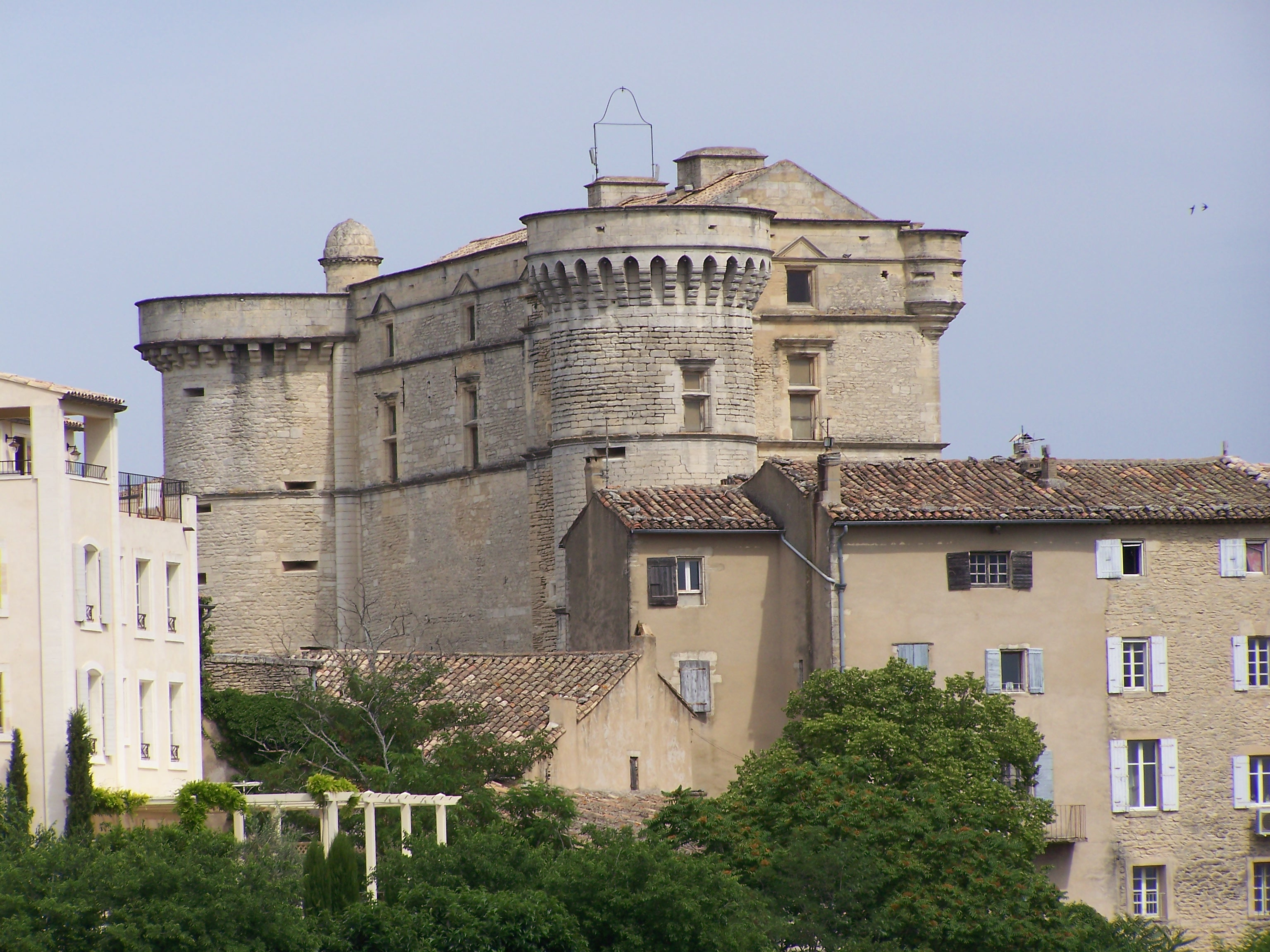
Château de Gordes
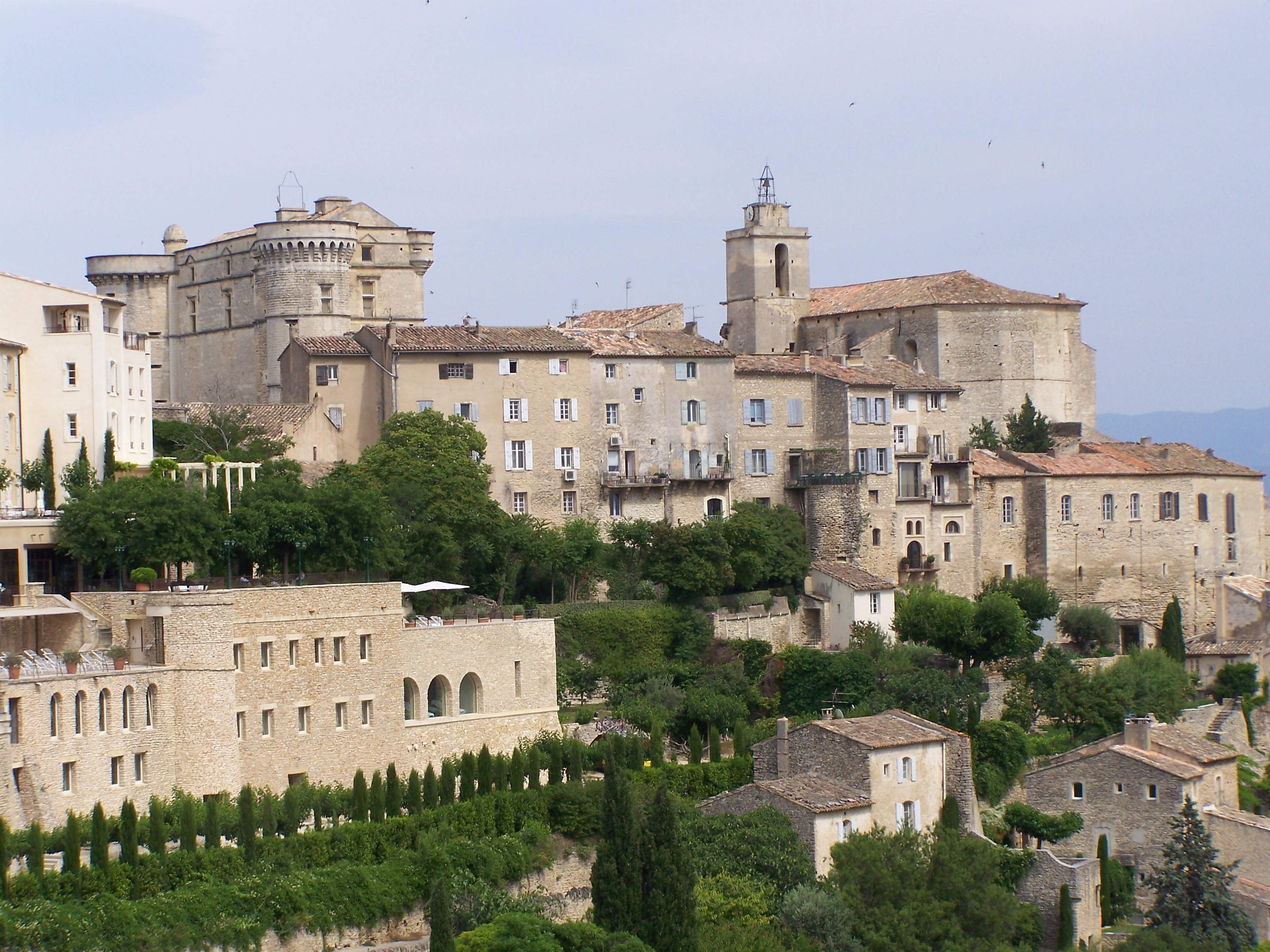
Kirche Saint-Firmin (rechts)
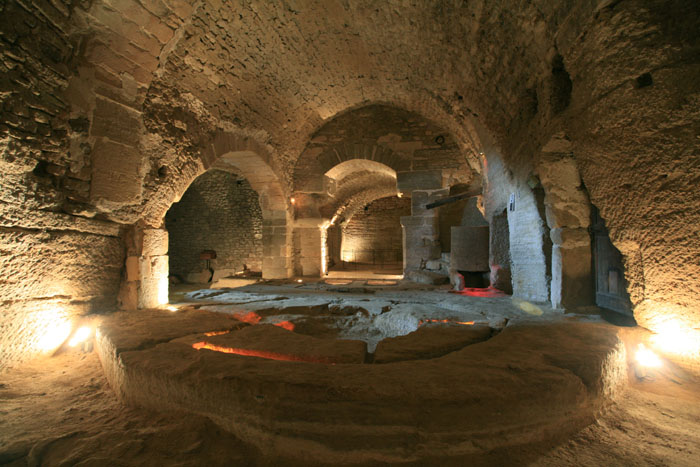
Weinkeller im Palais Saint-Firmin
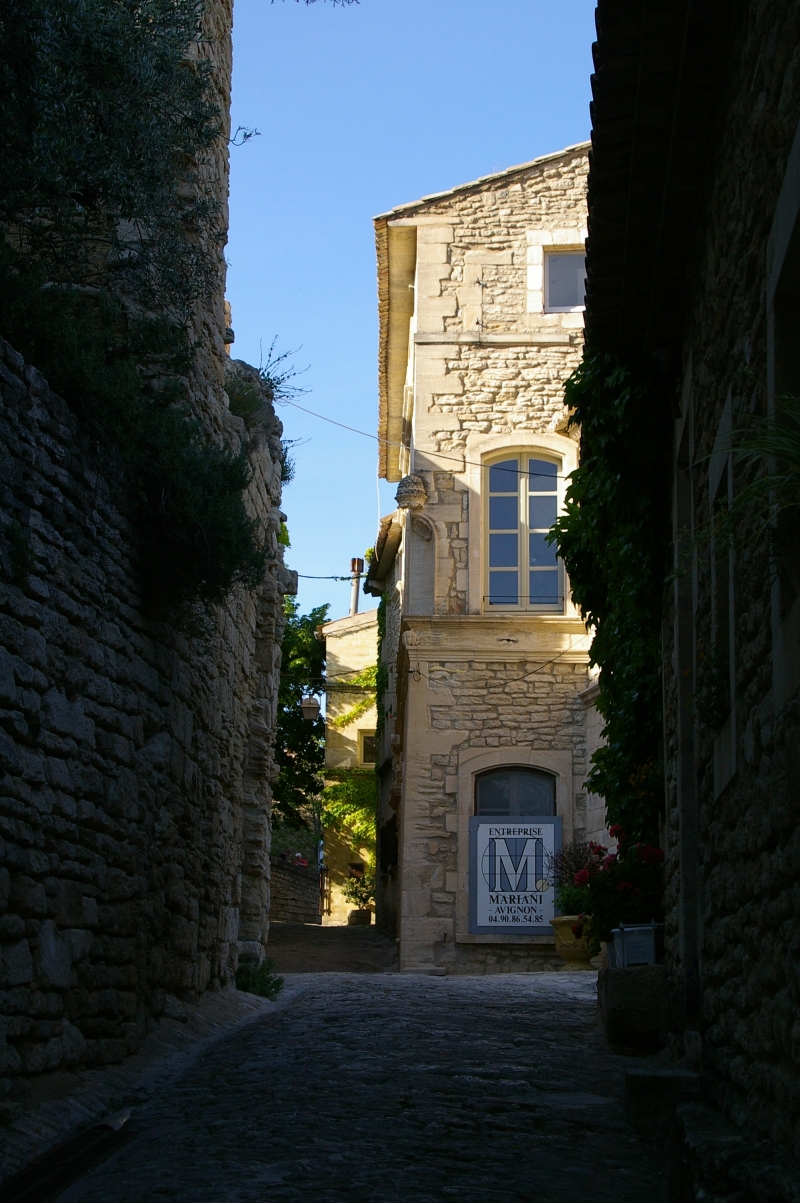
Gassenszenerie im oberen Teil

### Am Fuße des Dorfes
- Das Hôtel Simiane, welches heute das Bürgermeisteramt (mairie), die Stadtbibliothek und einen Ausstellungsraum beherbergt
- Mehrere alte Waschhäuser
- Eine Wassermühle
- Verschiedene kleine Kapellen (eine davon ist direkt in den Felsen eingegraben) und Eremitagen
- Private Landhäuser, z. T. mit Swimming Pool
- Tief beeindruckend ist auch die Landschaft mit ihrer auf Trockenheit spezialisierten Vegetation.

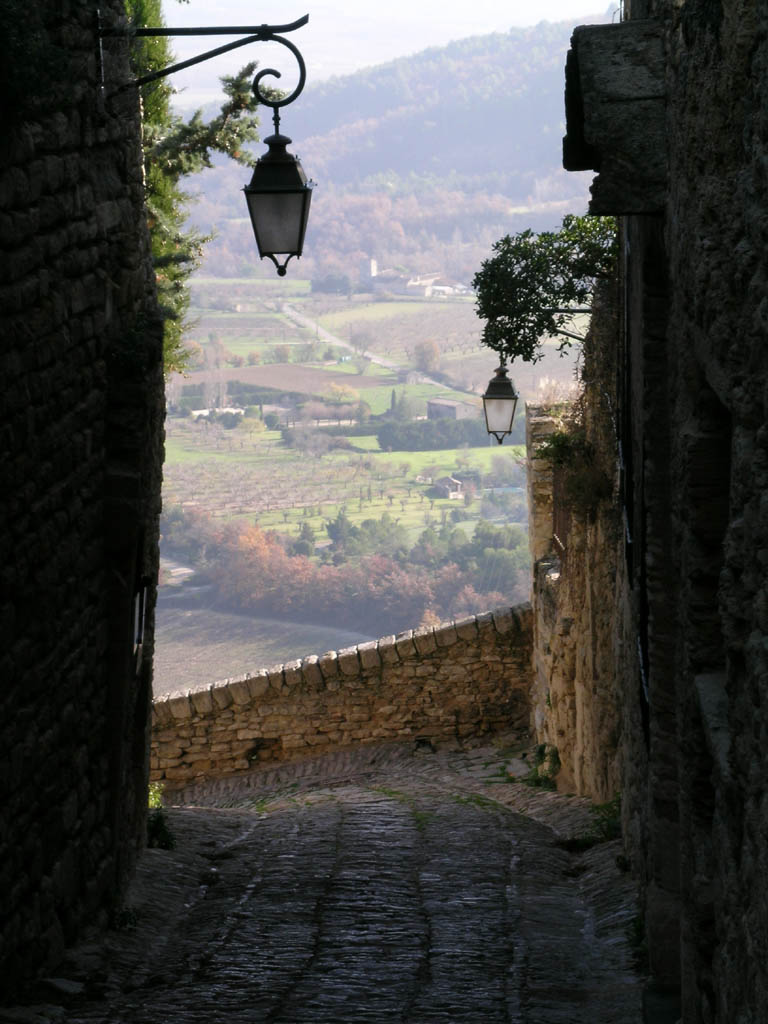
Gassenszenerie im unteren Teil
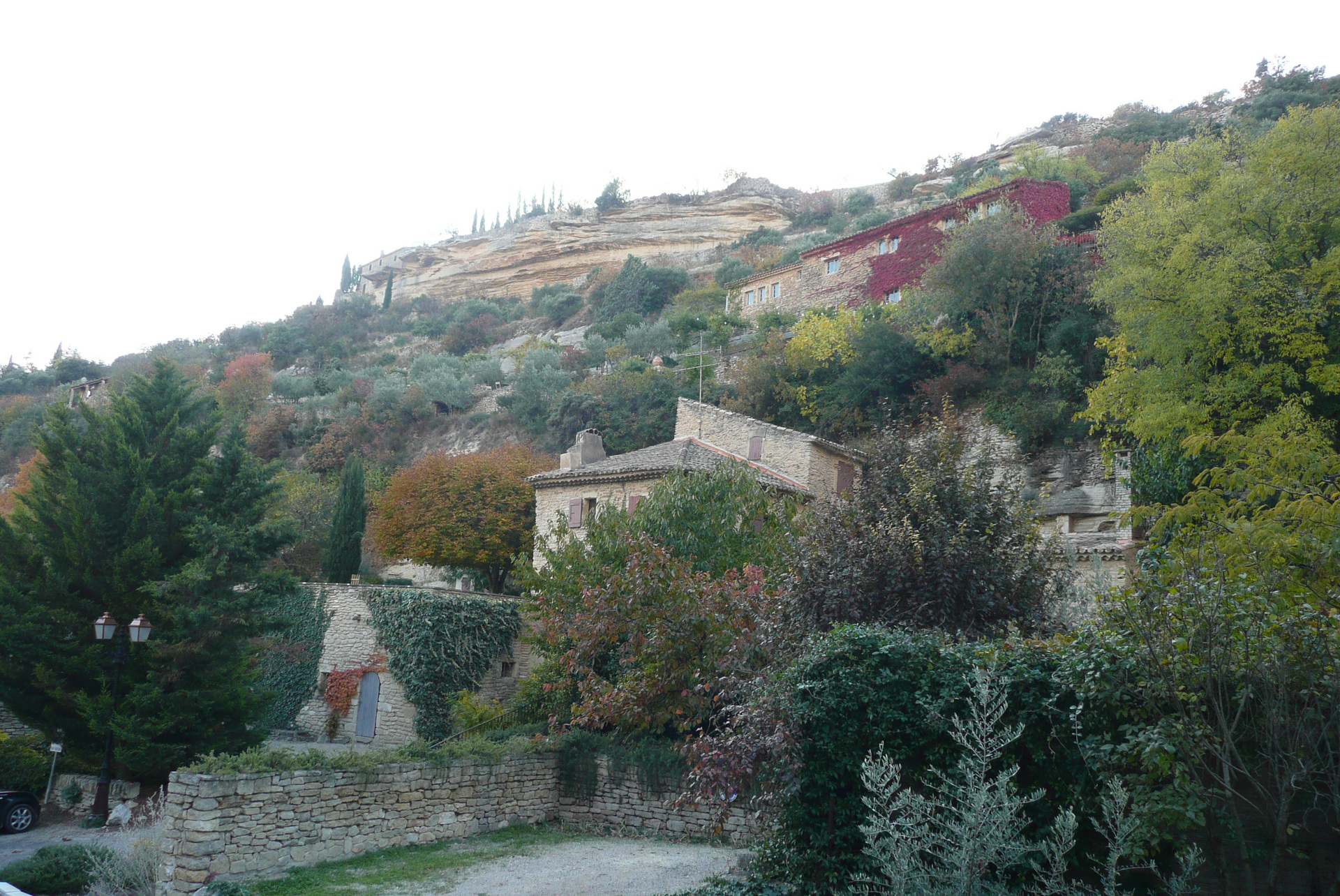
Die Felsflanke
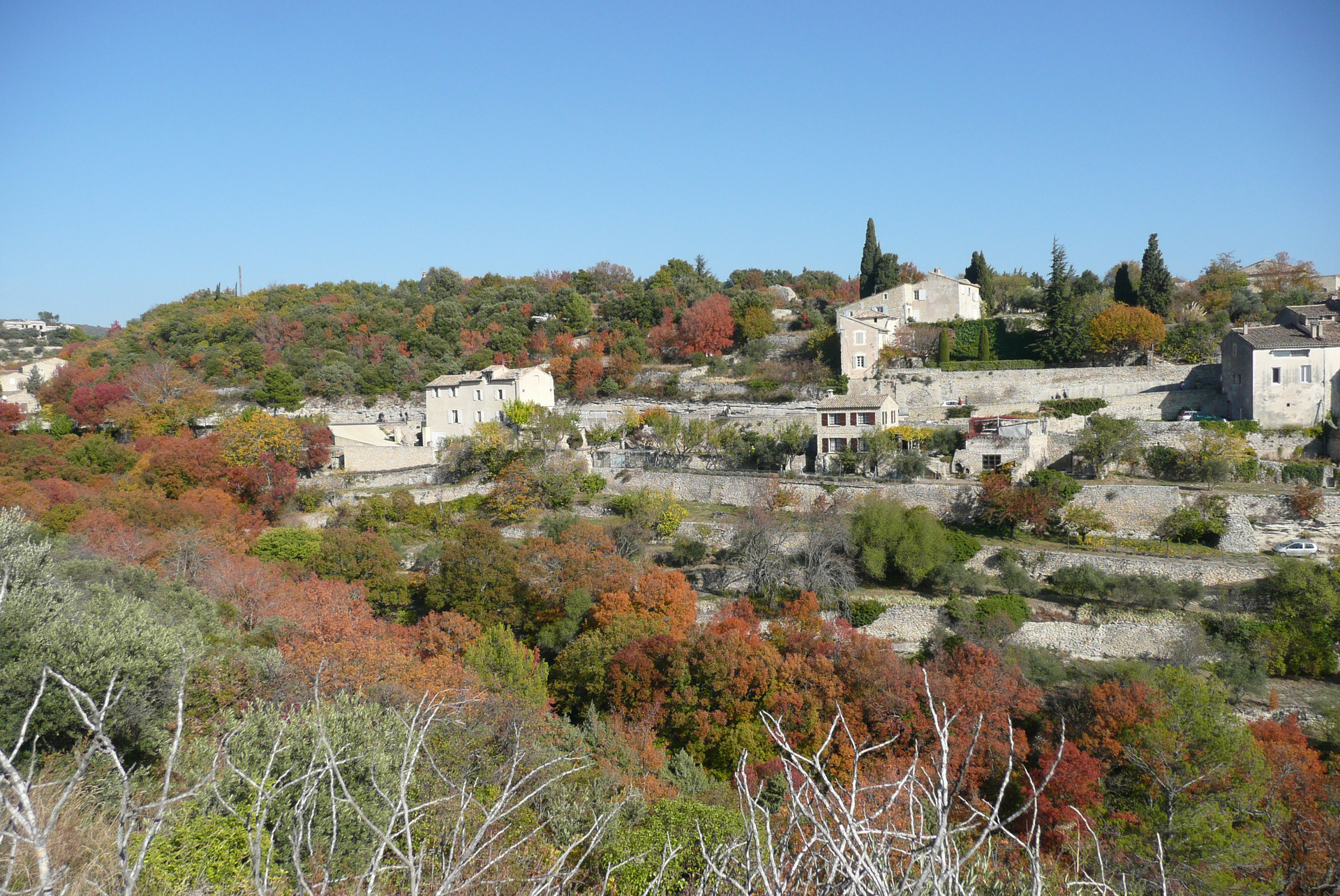
Am Fuße des Felsens
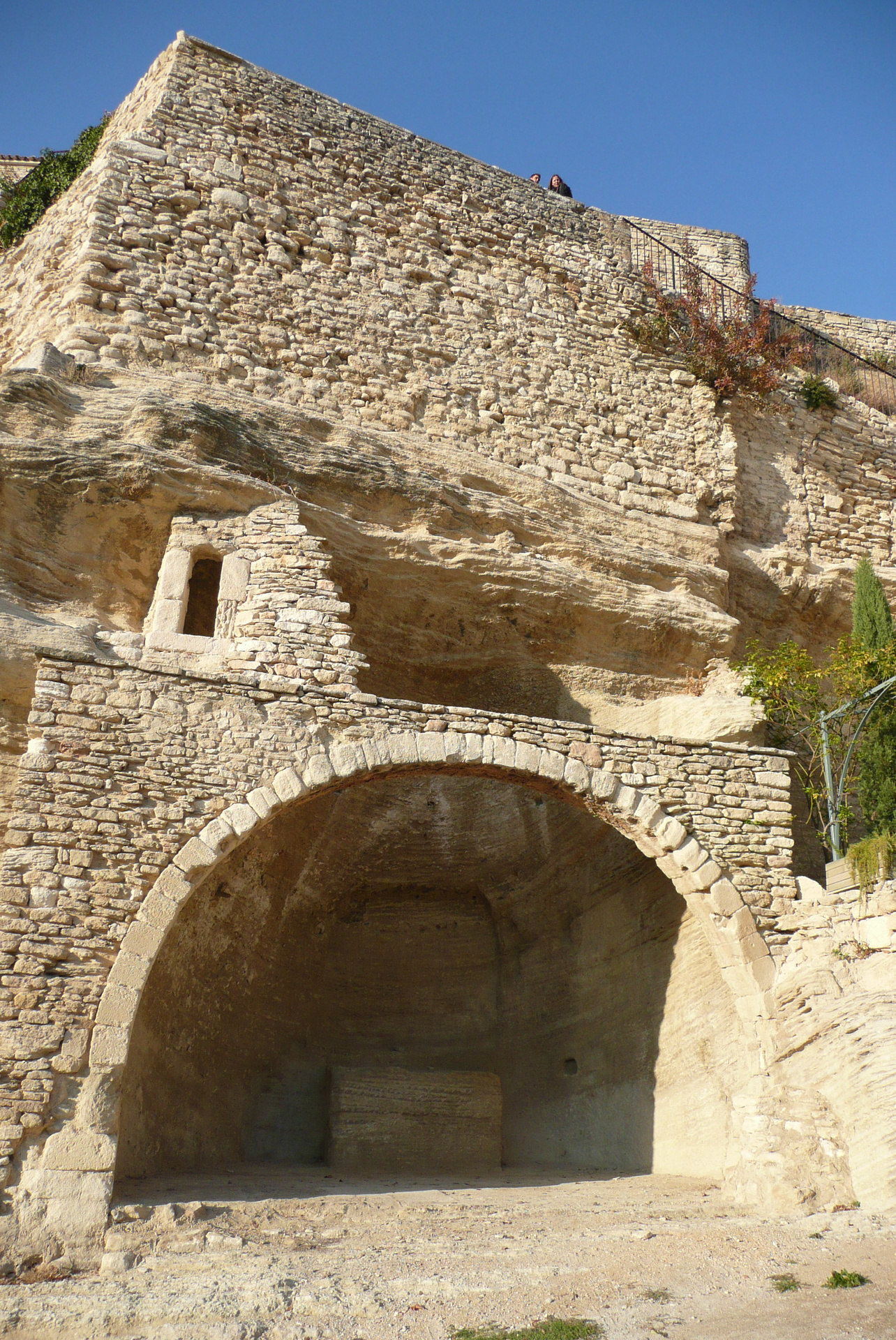
In den Fels gehöhlte Kapelle

### Am Dorfrand
- Das Zisterzienserkloster Notre-Dame de Sénanque aus dem 12. Jahrhundert befindet sich nördlich des Orts im Tal des Flüsschens La Sénancole.
- Die Ruinen der Benediktinerabtei Saint-Chaffret befinden sich etwa einen Kilometer südlich des Dorfes.
- Drei Kilometer westlich, aber immer noch auf Gemeindegebiet, erstreckt sich das Village des Bories, ein seit 1977 unter Denkmalschutz stehendes Freiluftmuseum. Dort erwartet den Besucher eine Ballung von alten, igluförmigen Steinhütten, die früher von der lokalen Bevölkerung gebaut (vermutlich vom 16. bis in das 19. Jahrhundert) und saisonal bewohnt wurden. Diese charakteristisch geformten Behausungen nennt man Bories.

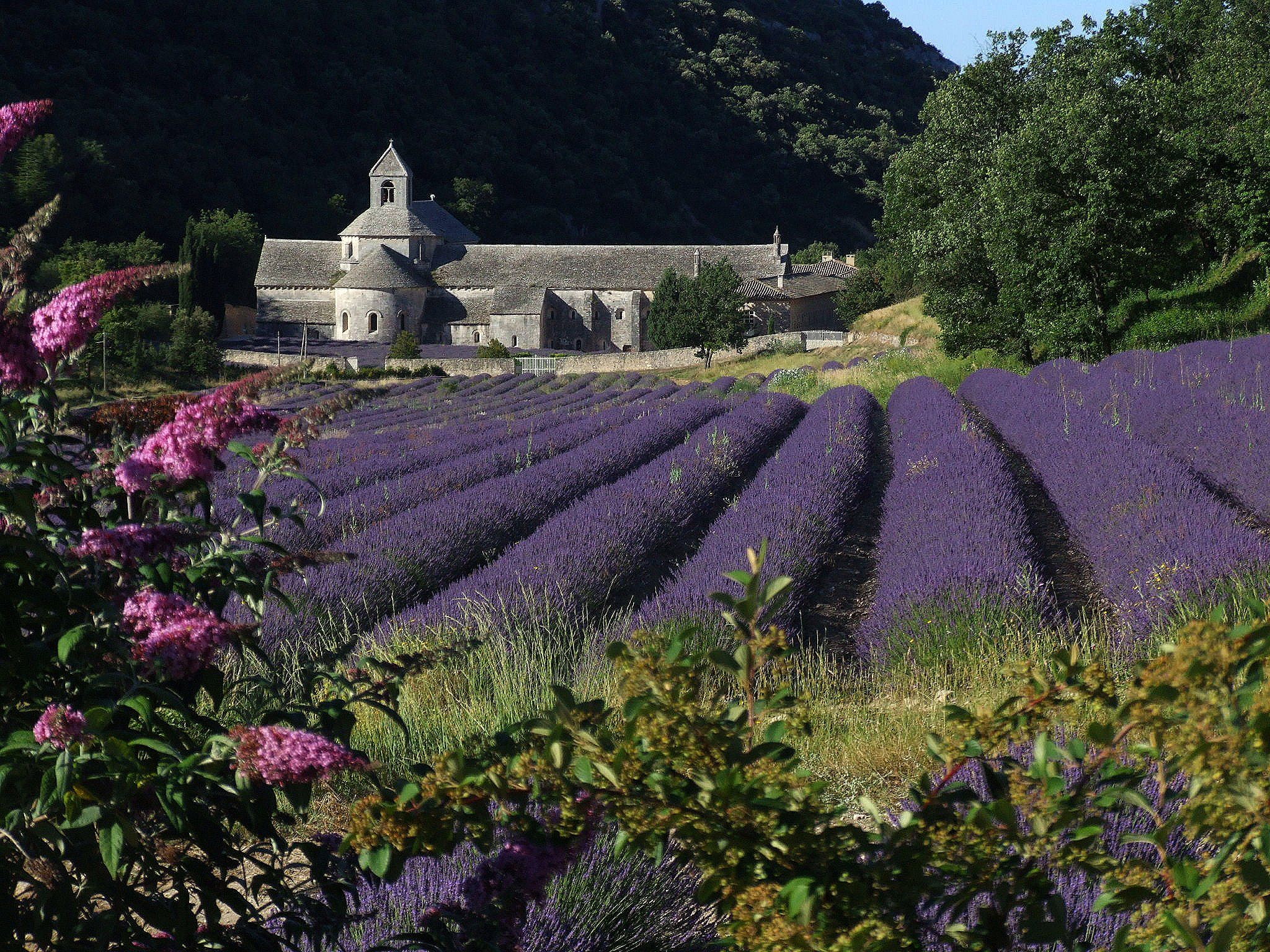
Lavendel, im Hintergrund das Kloster Sénanque
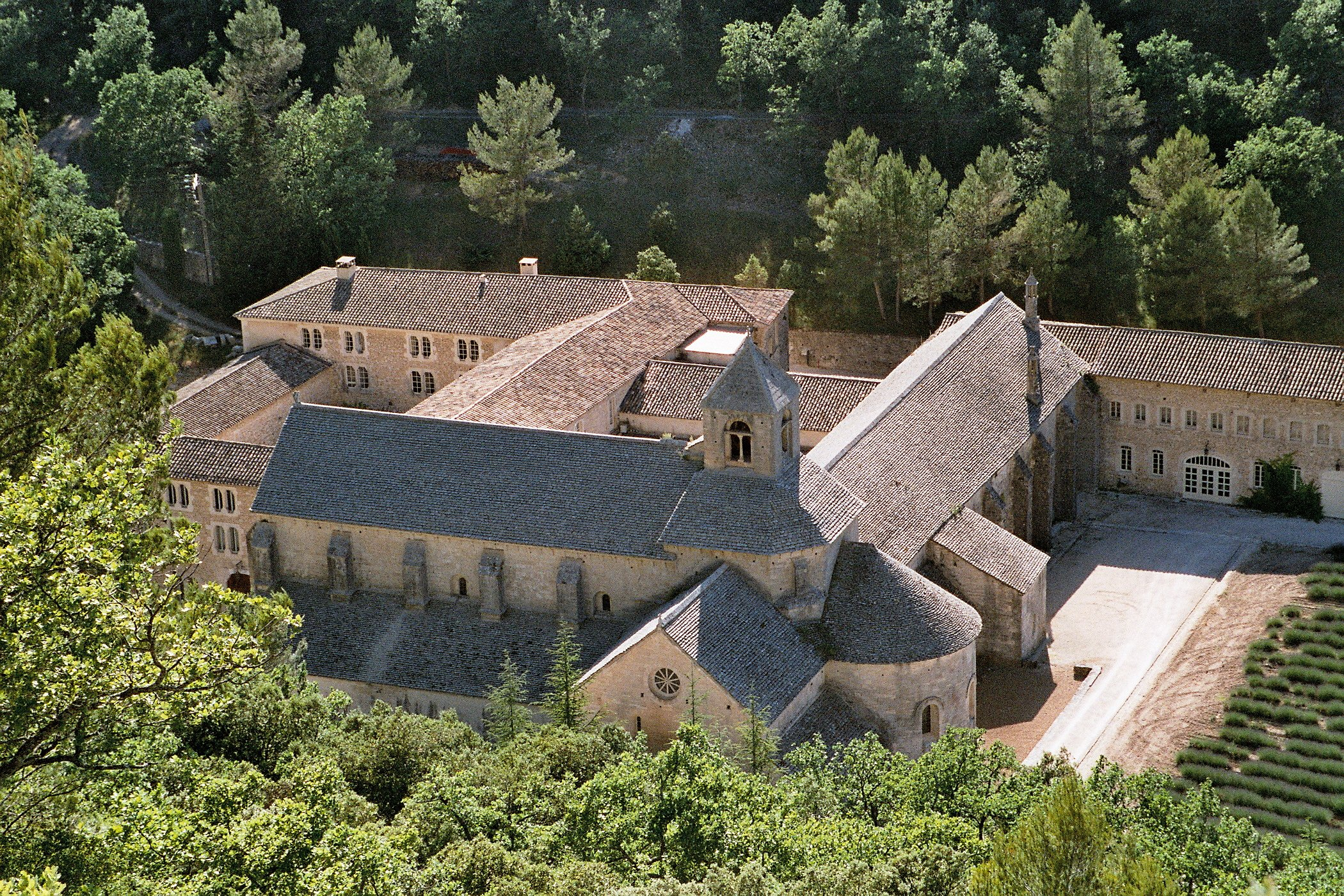
Kloster Sénanque
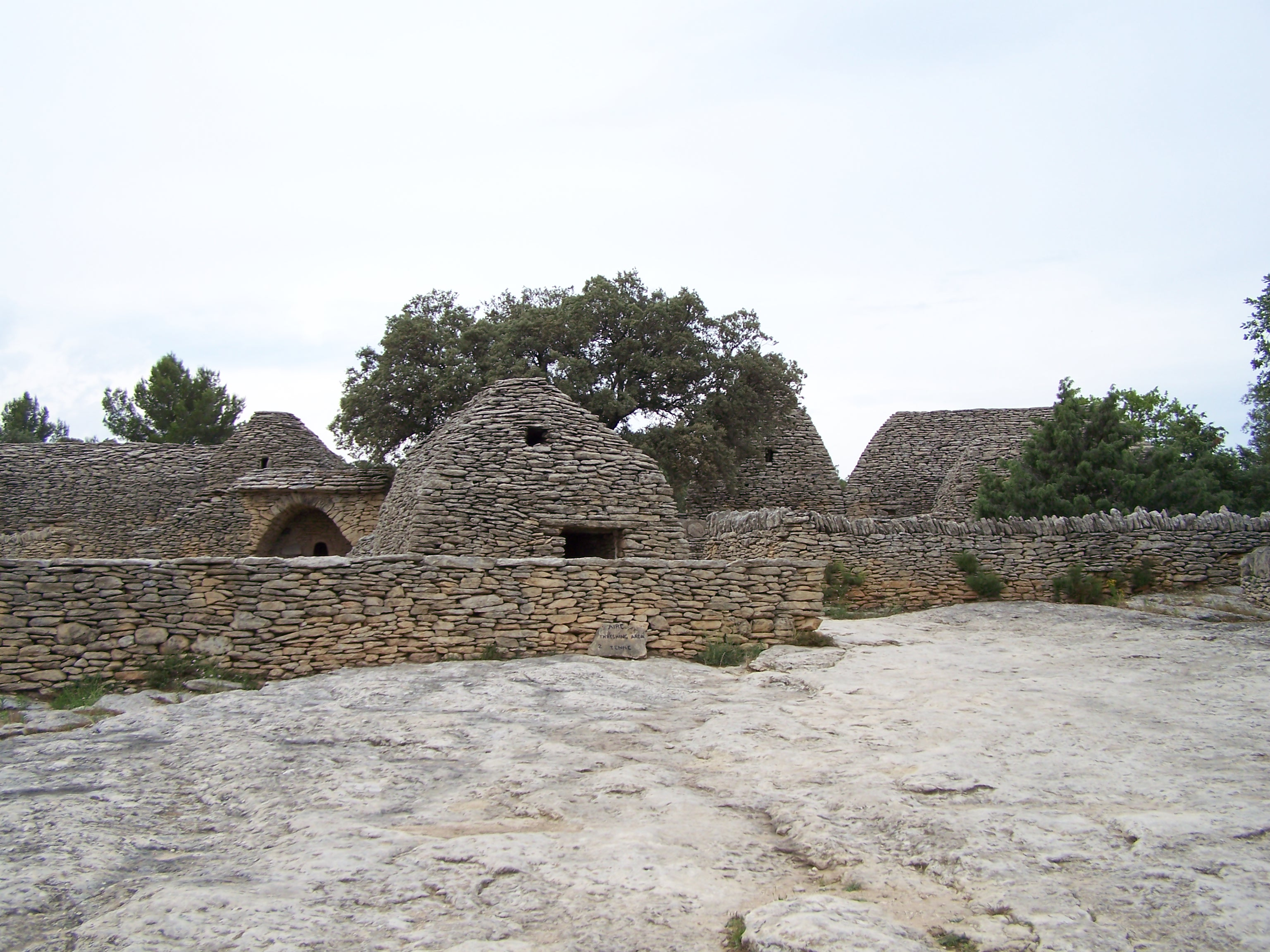
Village des Bories
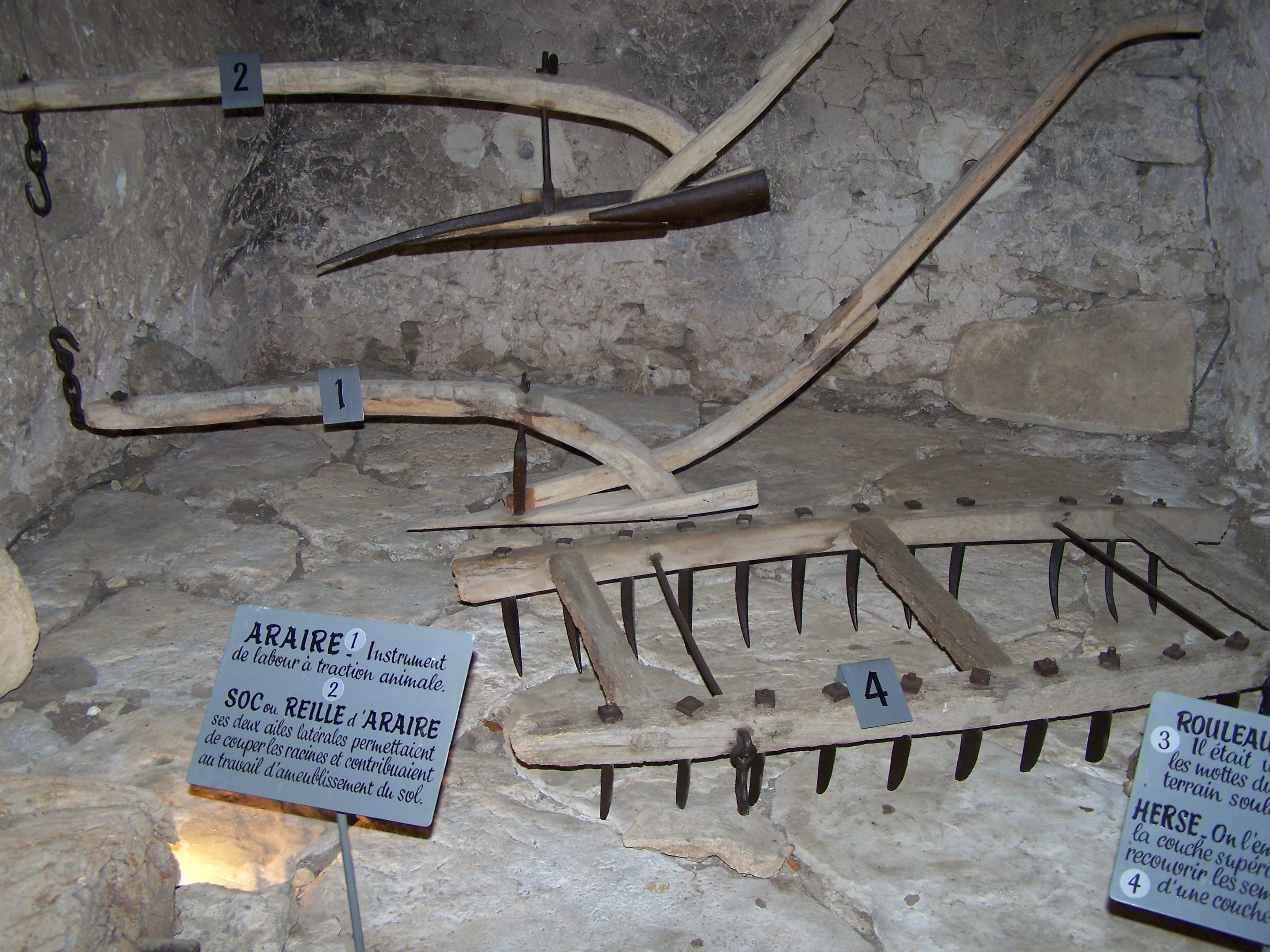
Village des Bories, landwirtschaftliche Geräte

## Persönlichkeiten
- Paul Vayson (1841–1911), Maler